# Xi Xi
Xi Xi (chino: 西西, pinyin: Xī Xī) es el alias de Zhang Yan (張彥, Zhāng Yàn) (Shanghái, 7 de octubre de 1938-Hong Kong, 18 de diciembre de 2022) que fue una escritora y guionista china.

## Biografía
Nacida en Shanghái en una familia cantonesa, se instaló en Hong Kong en 1950. Su padre era conductor de autobuses y ella se formó como institutriz.
Su obra logró gran popularidad en Taiwán y China continental gracias a la publicación United Daily News.